# Victorinus
Marcus Piavonius Victorinus (vládl 269–271) byl uzurpátor římského trůnu, spravující Galii a Británii po zavraždění svých předchůdců Postuma a Maria. Jeho sídlem byla Colonia Agrippina.

## Život
Victorinus pocházel z bohaté galořímské rodiny. Během Postumovy vlády udělal rychlou kariéru, jejímž vrcholem byl konzulát, který zastával společně s Postumem (roku 267 nebo 268). Když Postuma na jaře 269 vojáci zavraždili, jeho místo ihned zaujal Marius, ale i on byl brzy zavražděn a tak v létě či na podzim téhož roku se Victorinus zmocnil císařského titulu. Galie i Británie ho sice uznala, ale Hispánie, zřejmě pod dojmem energické politiky císaře Claudia II., se od „galské říše“ oddělila. Aby zamezil odstředivým tendencím, které se začaly projevovat dokonce i v Galii, nařídil Victorinus útok na odbojné město Augustodunum a dal ho po dlouhém obléhání vyplenit. O jeho dalších opatřeních není dostatek zpráv, je pouze známo, že v letech 270–271 zastával svůj druhý konzulát. Na jaře roku 271 Victorinuv život, stejně jako životy jeho předchůdců ukončila násilná smrt.
Jeho matka Victoria dosadila na trůn posledního galského císaře Tetrika, který dal Victorina konsekrovat – DIVUS VICTORINUS.